# 果歩
果歩（かほ、1987年12月29日-）は、日本のタレント、ラジオDJ。愛知県名古屋市出身。

## 略歴
- 幼少期に劇団に所属し、NHK『中学生日記』、NHKラジオ小説等に出演。
- 大学時代にはNPO・ECO活動を積極的に行い、2010年には内閣総理府主宰「世界青年の船」に乗船し12か国の青年とともに約2か月間世界を周り、世界視野で共同課題の究討論を行った。以降、海外青年と日本学生の文化交流を目的としたイベント「The Coloring project」主催など、さまざまな国際交流事業やイベント主宰、国際親善交流のアテンド等も行っている。愛知淑徳大学の学生と地域活動をつなげるセンターCCCにてイベント企画運営にも携わっている。
- 旅好き、まつり好きであり、岩手県「盛岡さんさ祭り」には、太鼓連のメンバーとして2012年より出場し太鼓をたたいている。
- 2008年、安城七夕親善大使をつとめている。公開オーディションでは、当時は大学生でありながらリップクリームしか持っていなかったので、お母さんのメイク道具を借りステージに立ち、見事大使就任となった日からメイク道具を買い揃えた。「虎の穴」とも呼ばれる厳しい大使研修で、メイク方法、ウォーキング、話し方などを学び、その研修が自分を大きく変えたことから、大使任期を終了後、研修を担当した事務所（タレントエージェントも行っている現所属事務所）に自らアプローチ。しかし、事務所社長から社会人の経験を積んでからもう一度会いたい、と言われ大手人材系企業へ就職。営業と人材開発の部署を経験し月に100人ほどの面接を行った。ラジオDJとしてデビューを果たしたあとは、テレビ出演、イベントMCとして活動。
- さまざまな経験を生かし、事務所メンバーから派生したブラッシュアップ研修などを行う研修プロジェクトのメンバーにもなっている。他のメンバーは岡本祐佳、寺園春菜。
- 中・高英語教員免許を所持している。

## 出演
- Pitch-FM「Saturday Brunch」土曜日パーソナリティ
- Pitch-FM「Pitch Happy 市場」「市からのお知らせ広場ピッチスクエア」月曜部ワンマンスタイルDJ
- Katch-TV 番組司会・レポーター

他、特別番組多数